# Семья из Канзас-Сити
Преступная семья Канзас-Сити — итало-американская мафиозная семья, располагающаяся в Канзас-Сити, штат Миссури.

## История

### Ранняя история
Ранняя история итало-американской организованной преступности восходит к братьям ДиДжованни, Джозефу и Питеру, двум сицилийским мафиози, прибывшим в Канзас-Сити в 1912 г. Вскоре после прибытия они начали заниматься рэкетом.
Их прибыль резко возросла после введения сухого закона. Банда стала единственными бутлегерами в Канзас-Сити. Рэкетом в то время руководил Джон Лациа. Вскоре он стал главой семьи. Банде фактически был дан зелёный свет на деятельность по предложению Тома Пендергаста, контролировавшего местный политический свет.

### Период после отмены сухого закона
После того, как в 1933 г. был отменён сухой закон, семья, уже вовлечённая в другие виды рэкета, начала вымогать деньги у законных тогда баров. 10 июля 1934 Лациа был убит, предположительно, по приказу своего заместителя – Чарльза Каролло, который оставался боссом до 1939 года, когда его обвинили в уклонении от уплаты налогов. Его заместитель, Чарльз Бинаджио, стал новым боссом и значительно расширил участие семьи в сфере рэкета на рынке труда. Он также увлёкся политикой, и его план по устранению с политической арены штата Миссури Пендергаста увенчался успехом – его протеже, Форрест Смит победил на выборах. После этого он решил хитростью подчинить себе полицию. Но план провалился, когда Смит отверг его. Теперь, видя в Бинаджио источник неприятностей, комиссия решила, что он должен уйти. Он был расстрелян 6 апреля 1950 г.. Его преемник Энтони Гиззо тоже продержался не долго, он умер в 1953 году.

### Николас Чивелла
Новым боссом стал Николас Чивелла. Он расширил рэкет и заключил союзы с иногородними семьями, сделав свою чрезвычайно могущественной. Он также использовал профсоюз водителей-дальнобойщиков для финансирования строительства казино в Лас-Вегасе, штат Невада. В 1975 году Чивелла был признан виновным в незаконных ставках на Суперкубок НФЛ. Примерно в это же время семья раскололась, две фракции боролись за развлекательный район Ривер Ке. В 1980 Чивелла был обвинён во взяточничестве. Освобождённый в 1983 г., он вскоре умер. Новым главой семьи стал его брат, но и он вскоре начал отбывать тюремное заключение.

### Современное положение

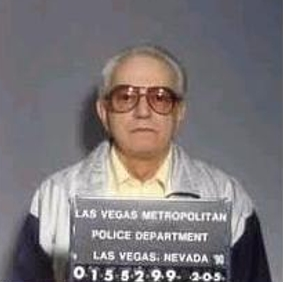
Энтони Чивелла

Уильям Камиссано стал новым боссом семьи и распространил своё влияние на другие города. Он умер в 1995 году. Следующим главой был Энтони Чивелла. Он умер в 2006 году. За ним последовал Джон Джозеф Счиортино, крёстный сын Энтони Чивеллы, также известный как «Джонни Джо». Заместителем босса, предположительно, является Питер Симоне. В Канзасской семье предположительно состоит около 30 членов.

## Боссы
- Джон Лациа (1931–1934)
- Чарльз «Чарли Макаронник» Каролло (1934–1939)
- Чарльз Бинаджио (1939–1950)
- Энтони Гиззо (1950–1953)
- Николас Чивелла (1953–1983)
- Карл «Корки» Чивелла (1983–1984)
- Вильям «Крыса» Камиссано (1984–1995)
- Энтони «Зрелый Тони» Чивелла (1995–2006)
- Джон «Джонни Джо» Счиортино (2006–...)

## В искусстве
Семья из Канзас-Сити действует в четвёртом сезоне сериала «Фарго».
Семья из Канзас-Сити фигурирует на протяжении действии сериала «Озарк»
Фильм Канзас-Сити 1996
Семья из Канзас-Сити появляется во втором сезоне сериала «Король Талсы»